# منتنری (دهانه)
منتنری یک دهانه برخوردی در ماه‌ است.

## دهانه‌های اقماری
این دهانه ۲ دهانه اقماری دارد.
| Montanari | عرض جغرافیایی | طول جغرافیایی | قطر          |
| --------- | ------------- | ------------- | ------------ |
| D         | ۴۵.۹° S       | ۲۲.۱° W       | ۲۴.۰ کیلومتر |
| W         | ۴۴.۸° S       | ۱۸.۱° W       | ۷.۰ کیلومتر  |